# Enoplus paralittoralis
Enoplus paralittoralis är en rundmaskart som beskrevs av Christian Wieser 1953. Enoplus paralittoralis ingår i släktet Enoplus och familjen Enoplidae. Inga underarter finns listade i Catalogue of Life.